# Système éducatif en Égypte
L'éducation en Égypte concerne l'ensemble des institutions publiques et privées d'Égypte ayant pour fonction d'assurer et de développer l'éducation sur l'ensemble du territoire du pays.
Le système scolaire égyptien est en majorité public, non-confessionnel, gratuit et il est obligatoire de l'âge de 6 ans jusqu'à 14 ans. Il est divisé en trois niveaux successifs: l'éducation de base et l'éducation primaire forment la phase préparatoire; l'enseignement secondaire; et l'enseignement supérieur (Universités et instituts supérieurs).

## Historique

### Antiquité
Grâce à des sources tombales pharaoniques, on sait qu'un système d'éducation « publique » existait pour les fonctionnaires, les prêtres et les familles royales et ce depuis l'ancien empire, grâce au système des Maisons de vie ou per ânkh (liées à des temples). Cependant le reste de la population (marchands, paysans, militaires de rang, etc.) en était visiblement exclu. Il existait parallèlement une autre institution « publique » d'enseignement, l’ât sebayt (littéralement le « lieu d’enseignement », que l'on peut aussi appeler « école »). Cette dernière, étant plutôt réservée à l'apprentissage de la langue et des chiffres, était favorisée par les scribes dans leur formation.
L'Égypte est ainsi le premier empire méditerranéen dont on ait la trace d'un enseignement systématisé et organisé.
L'éducation en Égypte connait un certain changement, voire un déclin, sous l'empire perse. En 331 avant notre ère, la nation est libérée par Alexandre, qui en fait un état hellénique, avec ce que cela implique de changements sociaux et éducatifs (utilisation prépondérante du grec ancien, ouverture aux savoirs helléniques, échanges avec les cités grecques du pourtour méditerranéen, envois de savants grecs en Égypte et d'égyptiens en Grèce, maintien de bibliothèques).

### Moyen Âge
Au Xe siècle, les fatimides instaurent leur grande Université al-Azhar au Caire, autour de la Mosquée du même nom, faisant d'Alexandrie une ville secondaire d'enseignement.
Après avoir essaimé ses instituts annexes dans tout le pays, elle reste, dix siècles plus tard, la référence mondiale de l'islam sunnite. L'institution accueil toujours environ 10 000 étudiants étrangers par an dans plusieurs dizaines de facultés.

### Empire ottoman
Un type de cursus éducatif « moderne » fut introduit sous les auspices du pacha ottoman Muhammad Ali qui régna de 1805 à 1848. Il mit en place un double système d'éducation : l'un servant des écoles traditionnelles (Mansourya) et l'autre appelé Madrasa (mot arabe pour « école ») pour l'élite des fonctionnaires. 
La Mansourya enseignait aux étudiants les bases de la lecture et de l'écriture par la mémorisation et la récitation de versets coraniques, sans mettre l'accent sur l'expérimentation, la résolution de problèmes ou l'apprentissage par la pratique, tandis que la Madrasa offrait une pédagogie plus moderne et plus poussée. Ali Pacha fit envoyer deux missions organisées d'étudiants pour étudier à Paris et s'inspirer des méthodes françaises d'enseignement de l'époque (création d'une école républicaine, réforme de l'Université impériale sous Napoléon Ier, accords entre l'enseignement confessionnel et le gouvernement, etc.).

### Période française
La participation française à l'éducation égyptienne n'était pas initialement un projet gouvernemental, mais a plutôt évolué pour devenir un projet gouvernemental à la fin du règne du Pacha Mohamed Ali. C'est en 1798 qu'est fondé l'Institut d'Égypte au Caire, par Napoléon Ier. Une première mission étudiante est alors organisée à travers la Campagne d'Égypte, celle qui va – entre autres – permettre de créer l'égyptologie. Ali étant alors un « Viceroy » de l'Empire britannique, il perçoit aussi cette influence française comme un contrepoids politique et culturel à la domination anglaise. 
Au  début du XIXe siècle, le Pacha envoie des « missions égyptiennes » en France afin de former les savants égyptiens aux langues européennes et aux sciences modernes. Rifa'a al-Tahtawi ramène de cette période son journal de voyage, L'Or de Paris (1834), qui décrit ses échanges en France, et va initier de nombreux projets de traduction entre le français et l'arabe.
Le gouvernement français participa aussi à une deuxième mission étudiante française de 1844. Elle était alors motivée par des intérêts coloniaux en Afrique du Nord.

### Empire britannique

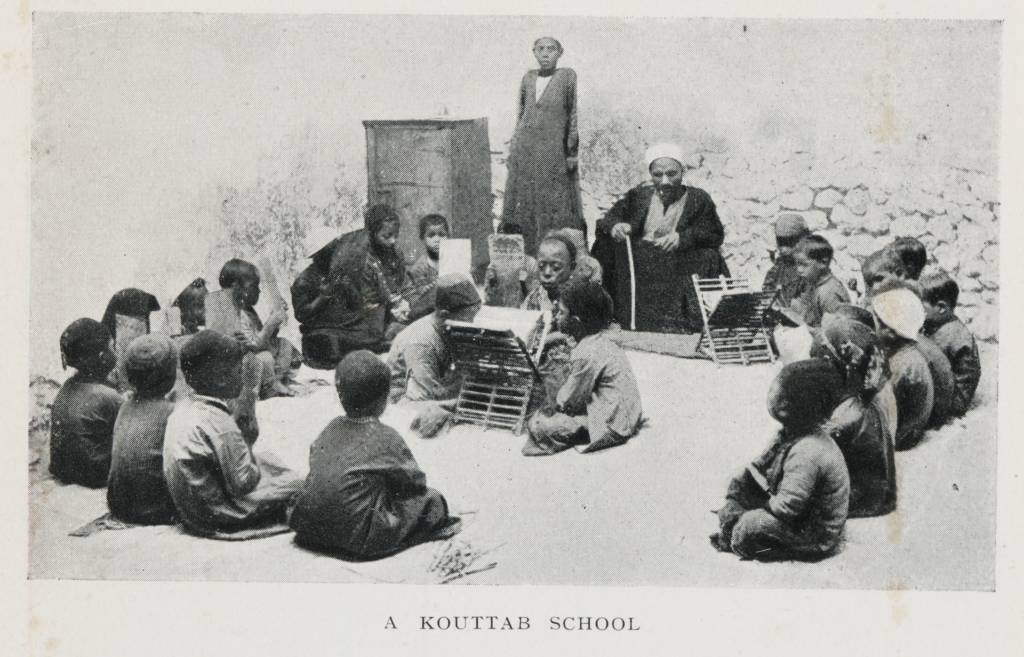
Une école « kouttab » en 1906. Les défaillances de l'empire britannique étaient telles que le modèle islamique revint en force afin de donner des bases d'apprentissage à un plus grand nombre. Ce modèle, partagé par la plupart des pays arabo-islamiques, équivaut à une « école coranique primaire »; on y apprend principalement à lire et à mémoriser le coran.

Pendant la période de domination britannique en Égypte, le système éducatif connait une certaine négligence : Evelyn Baring (Lord Cromer), qui administra l'Égypte des années 1880 à 1903, avait déjà connu une expérience négative de l'éducation en Inde, où l'imposition d'établissements d'enseignement de style européen avait créé l'agitation politique et des sentiments nationalistes. 
En Égypte, Baring réduit le budget de l'éducation, ferme de nombreux établissements post-secondaires spécialisés et réoriente le programme d'études vers des filières professionnelles. Des frais de scolarité furent aussi introduits, sur le modèle britannique, ce qui réduit la possibilité pour la plupart des Égyptiens de fréquenter l'école. Ces mesures furent progressivement contrées après son départ d'Égypte et sa retraite en 1907.

### Indépendance et époque contemporaine

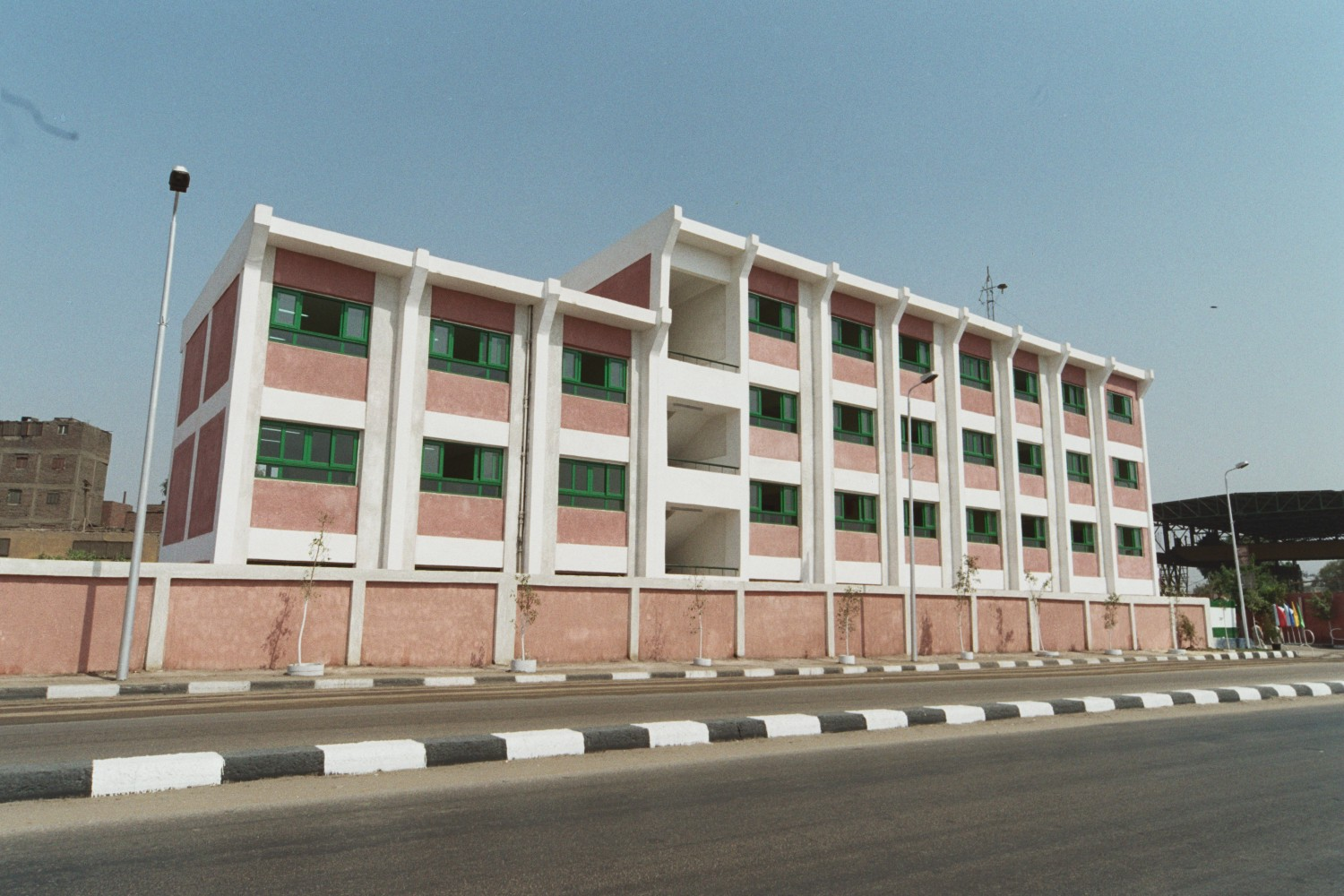
École El Shahid Ahmed Shaalan Primary School

À partir de la présidence de Nasser, en pré-primaire, les activités sont conçues pour que les enfants apprennent des « valeurs religieuses saines », développent la coopération sociale et leur bien-être physique. Anouar El-Sadate libéralise la quasi-totalité des domaines de l'État ainsi que l'éducation dans les années 1970 (« infitah »). En 1977, un décret présidentiel soutient le développement de garderies (« kindergarten ») par la création d'un Comité national pour le bien-être des enfants.
Dans les années 1990, la structure éducative fut révisée pour inclure progressivement la garderie dans l'enseignement de base, bien que sa fréquentation ne soit pas obligatoire. Le nombre d'inscriptions doubla au cours de la période 1990-1997.
La Conférence nationale pour le développement des programmes de l'enseignement primaire de 1993 a maintenu le double objectif des préoccupations religieuses islamiques et des préoccupations modernes laïques lorsqu'elle a identifié comme objectifs majeurs de l'éducation de base

## Préscolaire et primaire

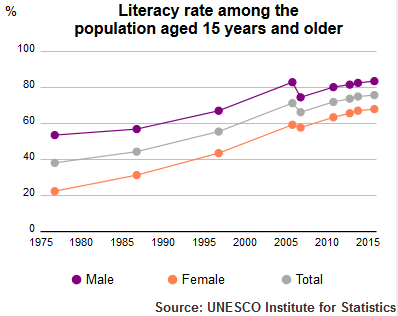
Pourcentages d'alphabétisme, 1980-2015

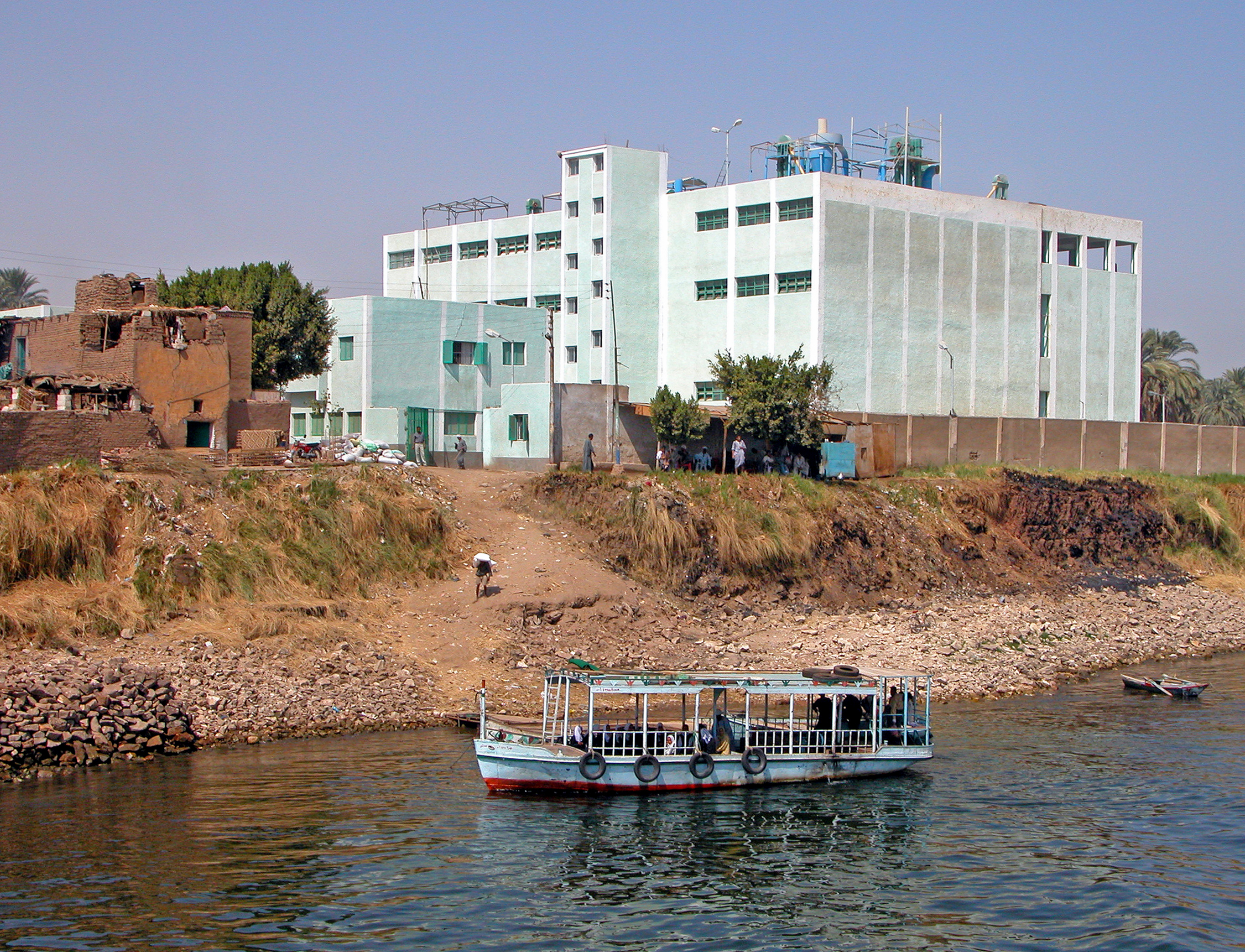
Une bateau-bus emmène des élèves à l'école sur le Nil.

En arabe: التعليم الأساسى, translitération: al-Taʿaleem al-Asassī.
Il existe trois types d'écoles primaires en Égypte : les écoles publiques, les écoles privées subventionnées et les écoles privées non subventionnées. Les écoles publiques et les écoles privées subventionnées sont, à toutes fins pratiques, indissociables. Aucune ne fait payer de frais de scolarité, et les deux types d'écoles suivent le même programme prescrit par le gouvernement central. Les écoles privées (non subventionnées) représentent moins de 5 % de l'ensemble des inscriptions à l'école primaire en Égypte et se trouvent presque exclusivement dans les zones urbaines. Les écoles privées comprennent les écoles de langues, les "classes de service" ou les "écoles privées payantes". Les écoles de langues sont souvent les vestiges d'écoles étrangères et missionnaires. Elles sont sous le contrôle du ministère de l'Éducation, bien qu'elles jouissent d'une certaine indépendance. 
Les écoles maternelles et les jardins d'enfants égyptiens ont été instaurées à partir du début du XXe siècle. À cette époque, un mouvement en faveur de « l'éducation extra-familiale » se développe au fur et à mesure que les femmes accèdent à l'emploi et qu'elles forment des associations. 
Les garderies et maternelles « privés à but lucratif » ont principalement une clientèle de classe moyenne, car elles ont un coût certain pour les familles. En revanche, les institutions « privées à but non lucratif » sont souvent affiliées à des établissements d'enseignement, des organisations de services humanitaires ou des associations sociales. 
Les jardins d'enfants « publics à moindre profit » fournissent des services à de faibles coûts aux familles à revenus modestes. L'objectif principal étant la préparation à une formation formelle avec des activités de « pré-lecture », de « pré-écriture » et de « pré-arithmétique ». Un objectif secondaire est le développement sensori-moteur et le développement émotionnel-social. Environ 60 à 70 % du temps y est consacré aux activités pré-académiques et 30 à 40 % aux activités basées sur le langage (poésie, écoute et narration d'histoires, environnement, musique, chant et activités rythmiques, arts et artisanat).
Des centres et foyers de garde d'enfants existent; ils acceptent les nourrissons dès l'âge de deux mois. Il s'agit principalement de garderies, sans service éducatif ni « programme d'intervention ». Ces garderies sont réglementées par le ministère des Affaires sociales. 
Les écoles maternelles acceptent les enfants dès l'âge de deux ans mais, parmi la population, trois ans est un minimum plus courant. Certaines écoles maternelles sont rattachées à des écoles privées ordinaires (ex. écoles de langues et écoles étrangères). D'autres, parrainées par le ministère des Affaires sociales, sont répandues et peu coûteuses, mais manquent de ressources et de personnel. D'autres sont parrainées par des organisations privées, notamment des associations de femmes, d'autres encore par des mosquées, des églises, des groupes industriels ou des clubs de loisirs.
Le préscolaire en Égypte se suit pendant deux ans, puis le cycle primaire dure six ans et l'école préparatoire (niveau 2 de la CITE) pendant trois ans.
Depuis que la loi égyptienne sur l'enseignement obligatoire gratuit a été étendue en 1981 pour inclure la phase préparatoire, les phases primaire et préparatoire (de 6 à 14 ans) ont été regroupées sous l'appellation « éducation de base ». L'éducation au-delà de ce stade dépend des capacités de l'élève. De nombreuses écoles privées proposent des programmes éducatifs supplémentaires, en plus du programme national, tels que le High School Diploma américain, le système IGCSE britannique, le baccalauréat français, l'Abitur allemand et le Baccalauréat international.

## Enseignement secondaire

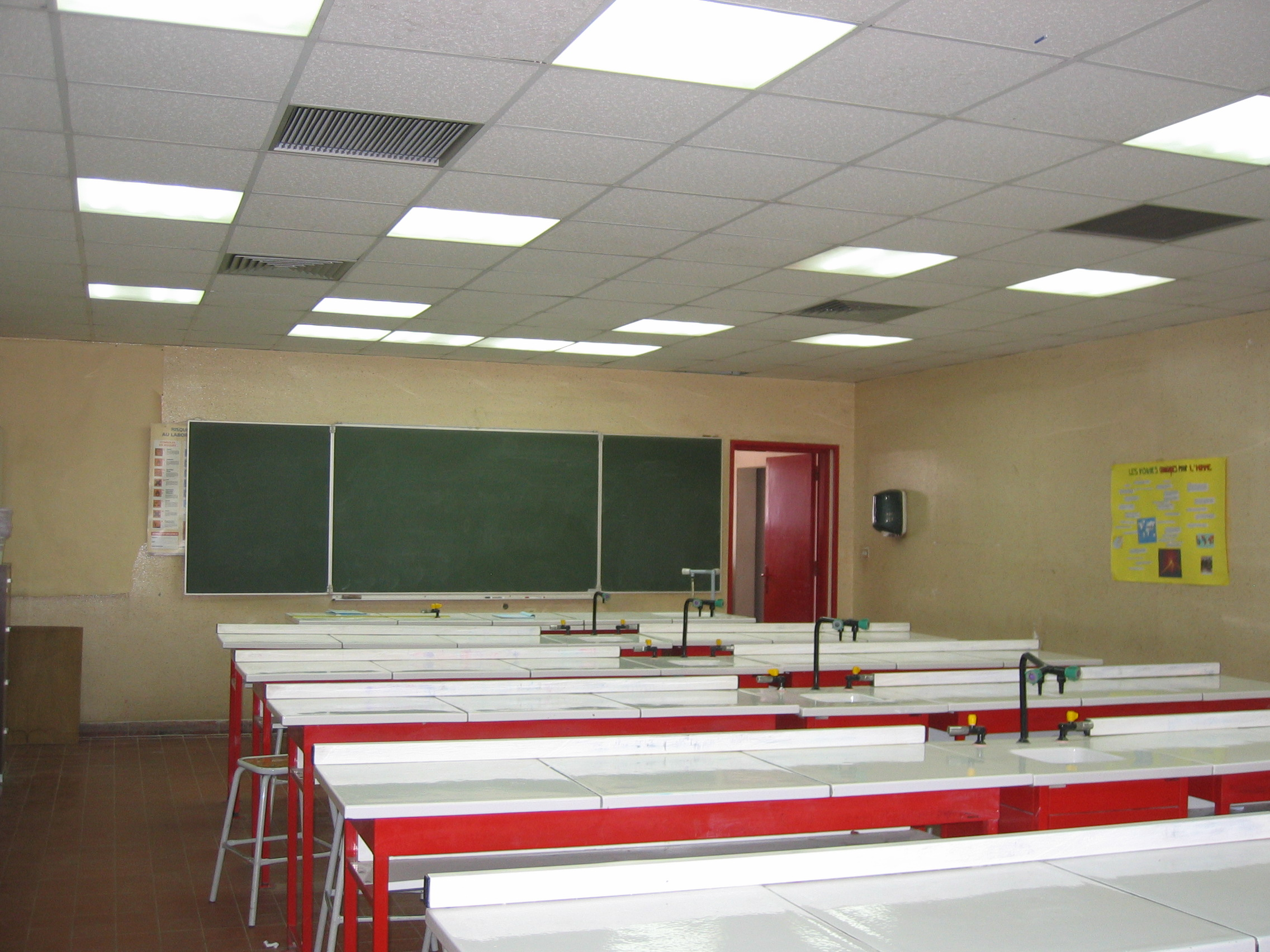
Un laboratoire au Lycée français du Caire (2009).

L'étape de l'école secondaire (niveau 3 de la CITE), en arabe: التعليم الثانوى, al-Taʿaleem al-Thanawī, dure trois ans – classiquement de 15 à 17 ans – et est suivie par le niveau supérieur et universitaire.
Après avoir terminé l'école préparatoire égyptienne – sanctionné par un examen national – l'élève passe au secondaire avec une voie différente en fonction de ses résultats à l'examen. 
L'enseignement secondaire se compose de deux voies : générale et technique. Le cycle secondaire général comprend 3 ans d'enseignement, tandis que le cycle des écoles techniques peut durer de 3 à 5 ans. Les types d'écoles techniques en Égypte sont divisés en écoles techniques « industrielles », « agricoles » et « commerciales » et certaines d'entre elles appliquent un système dual. 

## Enseignement supérieur et universitaire

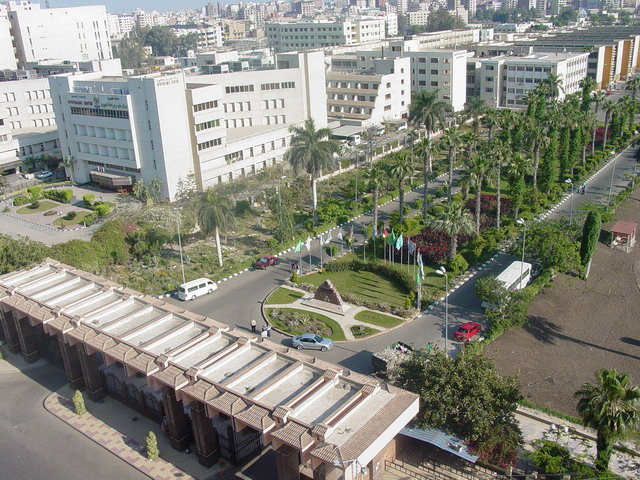
جامعة المنصورة (Université de Mansourah)

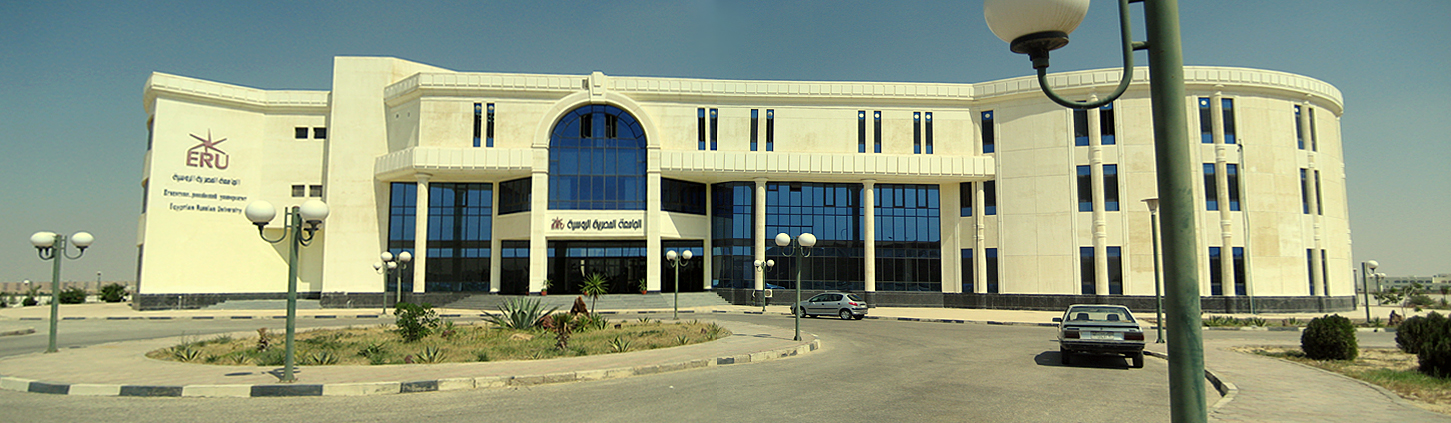
L'Université russe d'Égypte, située dans la Ville du 6 Octobre

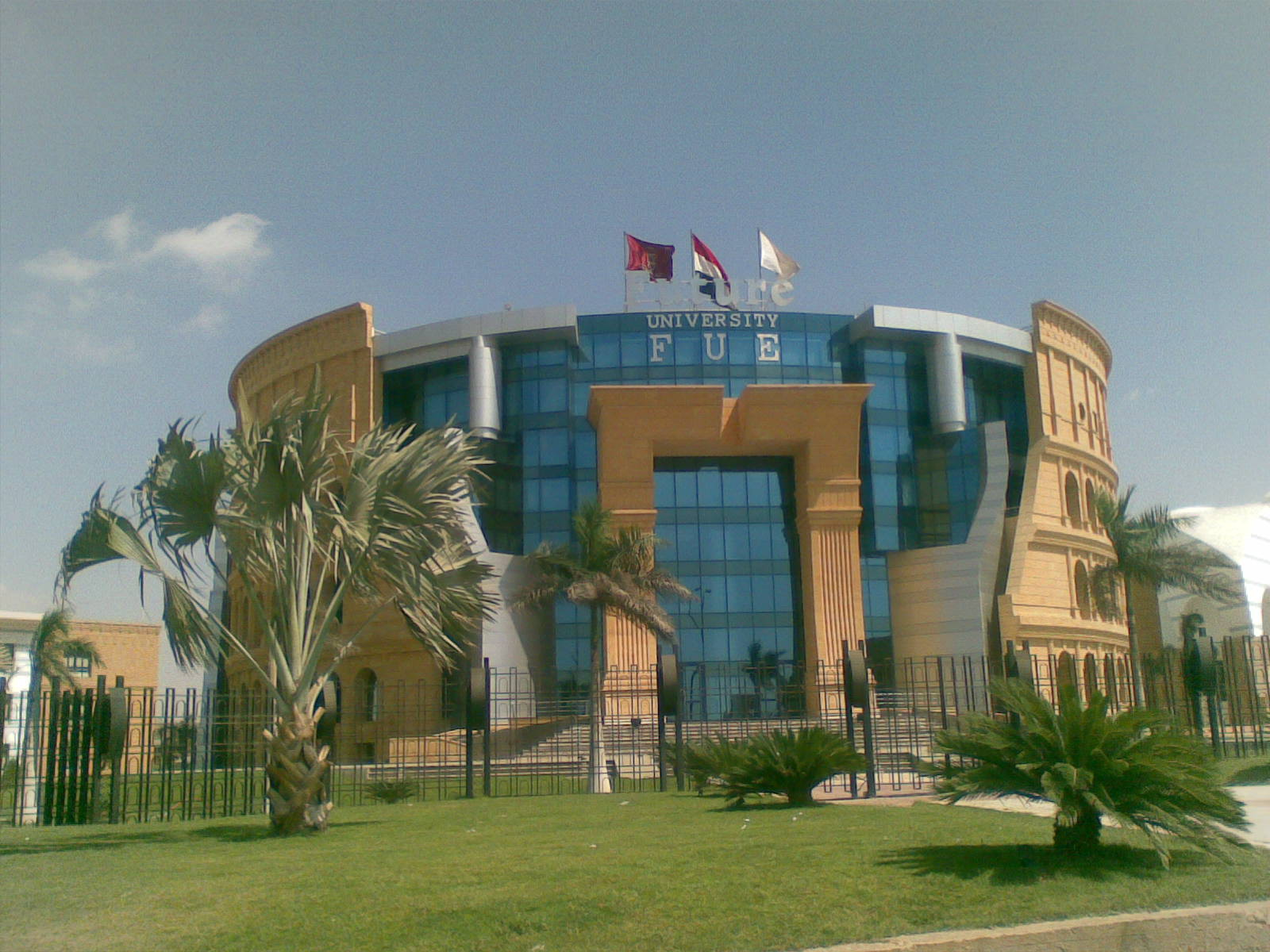
Siège de la Future University in Egypt, Nouveau Caire

En arabe: التعليم الجامعى, translitération: al-Taʿaleem al-Gammeʿī.
L'Égypte est depuis l'antiquité un haut lieu de l'enseignement « supérieur ». Ceci reste vrai au sein des pays arabes, en partie grâce à l'infitah, politique « d'ouverture » initiée par le gouvernement du président Anouar el-Sadate au milieu des années 1970. Ceci permit l'implantation d'universités étrangères et privées, avec de meilleurs standards que beaucoup d'universités publiques égyptiennes, mais malheureusement financièrement inaccessibles à la majorité des égyptiens.
Fondée en 1908, l'Université du Caire est l'héritière de l'École française du Caire, fondée dans les années 1880. Elle compte environ 230 000 étudiants.
La gratuité de l'éducation supérieure n'entre dans la constitution qu'avec l'indépendance du pays (1952). En 1954 se crée le « Conseil suprême des universités ». Puis, sous Nasser, un décret garanti à tous les diplômés universitaires ou des instituts supérieurs un emploi dans la fonction publique (1964).
L'université connait une seconde vague de développement national sous Anouar El-Sadat, avec sa fameuse « libéralisation » (infitah).
On note, parmi les universités du pays: 
- Alexandrie:
  - Académie arabe des sciences, technologies et transport maritime
  - Université d'Alexandrie

- Assouan: 
  - Université d'Assouan

- Beni Suef:
  - Université de Beni Suef

- Kafr el-Cheik:
  - Université de Kafr el-Cheik

- Le Caire:
  - Université du Caire (publique)
  - Université française d'Égypte (publique)
  - Université allemande du Caire (publique)
  - Université américaine du Caire (privée)
  - Université britannique en Égypte (privée)

- Qena:
  - Université de la Vallée du sud

- Shibin El Kom:
  - Université de Menufeya

- gouvernorat de Sohag
  - Université Merit

- Tanta: 
  - Université de Tanta

- Ville du 6 Octobre:
  - Université du Nil

## Éducation spécialisée
Il existe des cursus développés, publics comme privés, d'enseignement spécialisé en Égypte. Il s'agit par exemple d'écoles techniques, d'écoles de langues ou encore de hautes écoles administratives.
Depuis les années 2010, l'État égyptien introduit des « Applied Technology Schools » (« écoles de technologie appliquée ») dans le pays. 
Dans les années 2000, le gouvernement prit certaines initiatives pour renforcer la gestion et la réforme du système d'EFTP. En 2006, le Conseil de la formation industrielle (ITC) est créé par décret ministériel, avec pour mission d'améliorer la coordination et la direction de toutes les entités, projets et politiques liés à la formation au sein du ministère. Son action est encadrée par la « Stratégie globale pour l'enseignement technique » (2011/2012-2016/2017). L'accent est mis sur l'enseignement et la formation techniques et vise à résoudre le problème auquel sont confrontées la plupart des entreprises pour employer une main-d'œuvre qualifiée : selon les enquêtes sur les entreprises réalisées en 2007, 31 % des entreprises égyptiennes considèrent que le niveau de qualification de la main-d'œuvre est la principale contrainte pour faire des affaires dans le pays.
L'Académie militaire égyptienne est créée en 1811.

### Écoles de langues
Ces écoles, qu'elles soient privées ou publiques, échoient en majorité au ministère de l’Enseignement. La structure et l’organisation varient dans une certaine mesure : certaines ont un directeur égyptien, d’autres un directeur étranger (comme pour les écoles laïques françaises en Égypte). Dans d’autres écoles encore, le directeur est égyptien, assisté d’étrangers dans certains domaines.
Dans ces écoles, le recrutement des enseignants se fait par plusieurs sources : par autorisation du ministère de l’Enseignement, par contrat avec les enseignants qui exerçaient dans les écoles avant leur nationalisation, ou encore par emploi des professeurs retraités.
Malgré cela, ces écoles éprouvent souvent des difficultés à recruter des professeurs de langues qualifiés. Ce problème étant encore accru par le faible salaire payé. On le résout en employant des jeunes bacheliers ayant achevé leur cycle secondaire dans l’école-même, et cela en dépit de leur manque de qualification ou de quelque expérience pédagogique antérieure.

### France

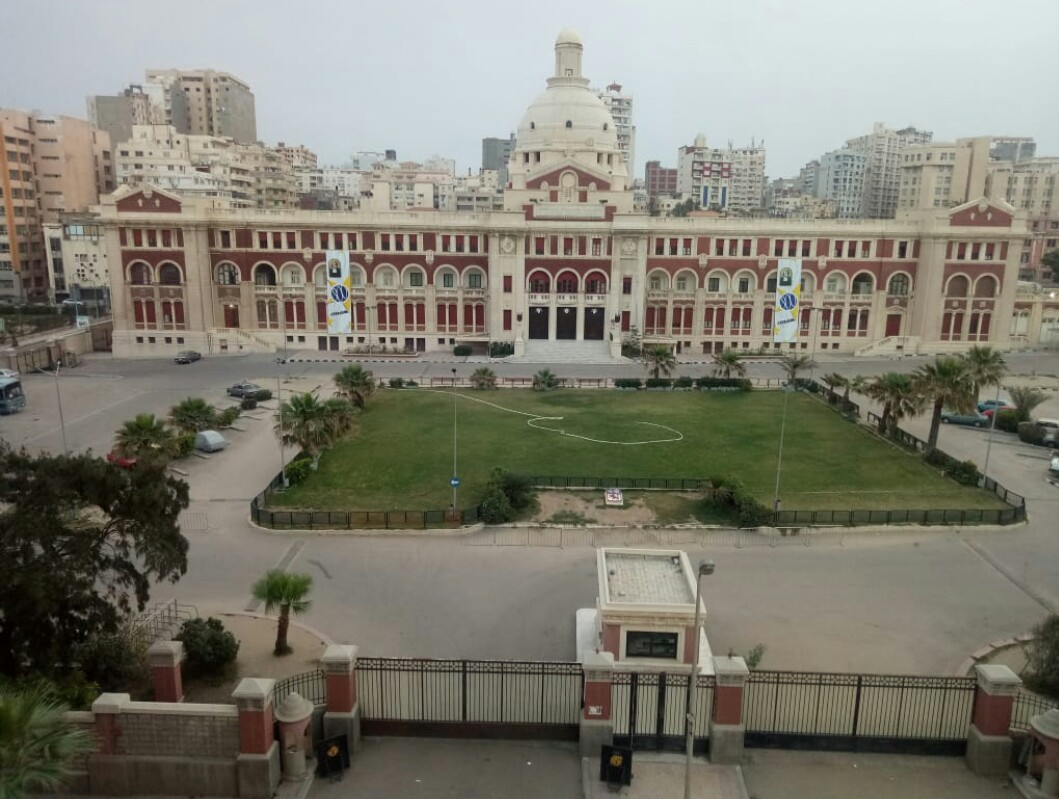
Le Collège Saint-Marc d'Alexandrie est une école privée française internationale.

## Système islamique
Le système éducatif islamique en Égypte fonctionne en parallèle du système d'enseignement public; il est connu sous le nom de système Al-Azhar et peut-être historiquement rapproché des Médersas pan-arabes. Il se compose de six années de cycle primaire, d'un cycle préparatoire de trois ans et enfin de trois années de cycle secondaire. 
Le ministère de l'éducation a réduit le nombre d'années d'enseignement secondaire de ce système de quatre à trois ans en 1998, afin d'aligner le système Al Azhar sur le système d'enseignement secondaire public. 
Les écoles Al Azhar sont divisées entre les filles et les garçons. Nominalement indépendantes du Ministère égyptien de l'éducation, c'est le Conseil suprême de l'institution d'Al Azhar qui gère nationalement leurs programmes et institutions. Cependant, c'est le Premier Ministre qui supervise en fin de compte son orientation.
Toutes ses écoles, à tous les stades, enseignent des matières religieuses et des matières « laïques ». Toutefois, la majeure partie du programme est constituée de matières religieuses et tous ses étudiants sont musulmans. Les écoles Al-Azhar sont présentes dans tout le pays, en particulier dans les zones rurales. Les diplômés des écoles secondaires Al-Azhar peuvent poursuivre leurs études à l'université Al-Azhar (où ils sont acceptés d'office). En 2007, les inscriptions préuniversitaires dans les instituts d'Al-Azhar s'élevaient à environ 1 906 290 étudiants. 
En 2007 et 2008, l'Égypte comptait 8272 écoles Al-Azhar et ces écoles Al-Azhar représentaient moins de 4% des effectifs totaux d'élèves dans les années 2000. 
Des critiques de ce système avancent qu'en plus de représenter un système parallèle dont l'état n'a qu'un contrôle très partiel, il perpétue le désengagement de l'état envers le système public d'éducation, et ne participe en rien à une émancipation de l'aide internationale.

## Dysfonctionnements
Depuis la Révolution arabe de 2011 et le changement de gouvernement, l'Égypte a entamé quelques démarches hasardeuses afin de renforcer l'éducation publique dans tout le pays. À partir de 2012, les principales actions du gouvernement islamiste pour renforcer l'éducation étaient d'encourager le secteur privé de l'éducation et de favoriser les partenariats public-privé dans ce secteur. La logique gouvernementale était ainsi de calculer le coût moyen d'un élève égyptien au cours de son parcours scolaire puis de légiférer sur les catégories de citoyens qui auraient accès à l'éducation publique selon leurs moyens financiers.
Force est de constater qu'en 2020, les dysfonctionnements étaient toujours criants au sein de l'ensemble du système éducatif public (« gratuit »): surpopulation des classes et sous-investissement sont les deux critères qui reviennent chez tous les analystes égyptiens et internationaux. Ainsi, dans les années 2010, certaines classes connaissaient des pics à 80 élèves, entraînant entre autres une mauvaise concentration individuelle en cours, des problèmes de discipline et une couverture du programme académique insuffisante par manque de temps.
Comme dans certains pays d'Asie connaissant des problèmes similaires de sous-équipement chronique (Philippines, Inde), des écoles égyptiennes sont obligées de diviser la journée en deux sessions d'apprentissage (« 2 x 8h ») pour permettre à deux groupes d'élèves d'utiliser les mêmes classes.
En 2019, sur une population de 92 millions de personnes, plus de 18 millions d'égyptiens de plus de 15 ans étaient toujours illettrés, mettant en exergue une défaillance profonde de l'accès à un système d'éducation primaire fonctionnel.